# 25645 Alexanderyan
25645 Alexanderyan este un asteroid din centura principală de asteroizi.

## Descriere
25645 Alexanderyan este un asteroid din centura principală de asteroizi. A fost descoperit pe 5 ianuarie 2000 la Socorro, New Mexico, în cadrul proiectului LINEAR. Asteroidul prezintă o orbită caracterizată de o semiaxă mare de 2,42 ua, o excentricitate de 0,09 și o înclinație de 6,8° în raport cu ecliptica.